# Boudes
Boudes é uma comuna francesa na região administrativa de Auvérnia-Ródano-Alpes, no departamento Puy-de-Dôme. Estende-se por uma área de 7,84 km². Em 2010 a comuna tinha 295 habitantes (densidade: 37,6 hab./km²).